# Guillermo Franco
Guillermo Luis Franco Farquarson (Corrientes, Argentína, 1976. november 3. –) egy argentin származású mexikói labdarúgó.

## Pályafutása

### Klubcsapatokban
Franco az argentin San Lorenzóban kezdte a pályafutását 1995-ben. 2002-ben a Monterreyhez igazolt, ahol remekül teljesített és meg is nyerte a 2003-as bajnoki címet a csapattal, 2004-ben és 2005-ben pedig ezüst érmet szerzett.
2006-ban Spanyolországba, a Villarrealhoz igazolt. Bár ott töltött három éve alatt több sérülés is hátráltatta, szerzett egy nagyon fontos gólt, mellyel csapata kivívta az UEFA-kupában való indulás jogát. 2009 szeptemberében egyéves szerződést kötött a West Ham Uniteddel. Október 17-én, a Stoke City ellen debütált, majd nem sokkal később első gólját is megszerezte, a Sunderland ellen. Bár szeretett volna a csapatnál maradni, nem hosszabbították meg lejáró szerződését.

### A válogatottban
Franco 2004-ben kapta meg a mexikói állampolgárságot és 2005-ben mutatkozott be a mexikói válogatottban. Részt vett a 2006-os világbajnokságon és a 2009-es CONCACAF-aranykupán is. Behívót kapott a 2010-es vb-re, ahol utolsó válogatott mérkőzését is játszotta.

#### Mérkőzései a válogatottban
| Mexikó | Mexikó              | Mexikó                                           | Mexikó                  | Mexikó   | Mexikó             | Mexikó                          | Mexikó | Mexikó      |
| #      | Dátum               | Helyszín                                         | Hazai                   | Eredmény | Vendég             | Kiírás                          | Gólok  | Esemény     |
| ------ | ------------------- | ------------------------------------------------ | ----------------------- | -------- | ------------------ | ------------------------------- | ------ | ----------- |
| 1.     | 2005. október 8.    | San Luis Potosí, Estadio Alfonso Lastras         | Mexikó                  | 5 – 2    | Guatemala          | vb-selejtező                    | 1      | 19'         |
| 2.     | 2005. október 12.   | Port of Spain, Hasely Crawford Stadion           | Trinidad és Tobago      | 2 – 1    | Mexikó             | vb-selejtező                    | 0      | 74'         |
| 3.     | 2005. október 26.   | Guadalajara, Estadio Jalisco                     | Mexikó                  | 3 – 1    | Uruguay            | barátságos                      | 0      |             |
| 4.     | 2005. november 16.  | Houston, Reliant Stadium                         | Mexikó                  | 0 – 3    | Bulgária           | barátságos                      | 0      |             |
| 5.     | 2006. március 1.    | Frisco, Pizza Hut Park                           | Mexikó                  | 1 – 0    | Ghána              | barátságos                      | 1      | 63' 75'     |
| 6.     | 2006. május 27.     | Saint-Denis, Stade de France                     | Franciaország           | 1 – 0    | Mexikó             | barátságos                      | 0      | 46'         |
| 7.     | 2006. június 1.     | Eindhoven, Philips Stadion                       | Hollandia               | 2 – 1    | Mexikó             | barátságos                      | 0      | 46'         |
| 8.     | 2006. június 11.    | Nürnberg, Frankenstadion                         | Mexikó                  | 3 – 1    | Irán               | vb-csoportkör                   | 0      | 46'         |
| 9.     | 2006. június 16.    | Hannover, FIFA-vb-stadion                        | Mexikó                  | 0 – 0    | Angola             | vb-csoportkör                   | 0      | 74'         |
| 10.    | 2006. június 21.    | Gelsenkirchen, Veltins-Arena (GER)               | Portugália              | 2 – 1    | Mexikó             | vb-csoportkör                   | 0      | 80'         |
| 11.    | 2008. március 26.   | London, Craven Cottage                           | Ghána                   | 1 – 2    | Mexikó             | barátságos                      | 0      | 46'         |
| 12.    | 2008. augusztus 20. | Mexikóváros, Estadio Azteca                      | Mexikó                  | 2 – 1    | Honduras           | vb-selejtező                    | 0      | 56'         |
| 13.    | 2009. június 6.     | San Salvador, Estadio Cuscatlán                  | Salvador                | 2 – 1    | Mexikó             | vb-selejtező                    | 0      | 78'         |
| 14.    | 2009. június 10.    | Mexikóváros, Estadio Azteca                      | Mexikó                  | 2 – 1    | Trinidad és Tobago | vb-selejtező                    | 1      | 1' 77'      |
| 15.    | 2009. július 19.    | Arlington, Cowboys Stadium                       | Mexikó                  | 4 – 0    | Haiti              | CONCACAF-aranykupa, negyeddöntő | 0      | 67'         |
| 16.    | 2009. július 23.    | Chicago, Soldier Field                           | Costa Rica              | 1 – 1    | Mexikó             | CONCACAF-aranykupa, elődöntő    | 1      | 71' 88'     |
| 17.    | 2009. július 26.    | East Rutherford, Giants Stadium                  | Egyesült Államok        | 0 – 5    | Mexikó             | CONCACAF-aranykupa, döntő       | 1      | 69' 72' 90' |
| 18.    | 2009. augusztus 12. | Mexikóváros, Estadio Azteca                      | Mexikó                  | 2 – 1    | Egyesült Államok   | vb-selejtező                    | 0      | 78'         |
| 19.    | 2009. szeptember 5. | San Juan de Tibás, Estadio Ricardo Saprissa Aymá | Costa Rica              | 0 – 3    | Mexikó             | vb-selejtező                    | 1      | 24' 52' 69' |
| 20.    | 2009. október 10.   | Mexikóváros, Estadio Azteca                      | Mexikó                  | 4 – 1    | Salvador           | vb-selejtező                    | 0      | 86'         |
| 21.    | 2010. május 24.     | London, Wembley Stadion                          | Anglia                  | 3 – 1    | Mexikó             | barátságos                      | 1      | 45' 46'     |
| 22.    | 2010. június 11.    | Johannesburg, Soccer City                        | Dél-afrikai Köztársaság | 1 – 1    | Mexikó             | vb-csoportkör                   | 0      | 72'         |
| 23.    | 2010. június 17.    | Polokwane, Peter Mokaba Stadion                  | Franciaország           | 0 – 2    | Mexikó             | vb-csoportkör                   | 0      | 4' 61'      |
| 24.    | 2010. június 22.    | Rustenburg, Royal Bafokeng Stadion               | Mexikó                  | 0 – 1    | Uruguay            | vb-csoportkör                   | 0      |             |
| 25.    | 2010. június 27.    | Johannesburg, Soccer City                        | Argentína               | 3 – 1    | Mexikó             | vb-nyolcaddöntő                 | 0      | 61'         |
|        | Összesen            |                                                  |                         | 25       | mérkőzés           |                                 | 7      | gól         |